# Dennis Hopper

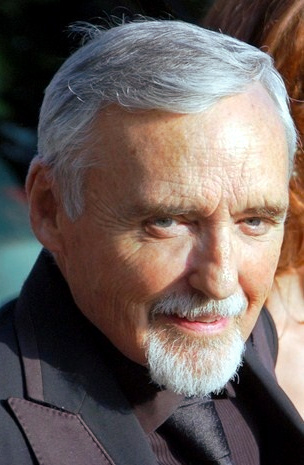
Dennis Hopper (2008)

Dennis Lee Hopper (* 17. Mai 1936 in Dodge City, Kansas; † 29. Mai 2010 in Los Angeles, Kalifornien) war ein US-amerikanischer Schauspieler und Regisseur. Als Regisseur inszenierte er unter anderem den einflussreichen Kultfilm Easy Rider (1969), in dem er auch eine der Hauptrollen übernahm. In seinen Rollen in Filmen wie Apocalypse Now, Der amerikanische Freund, Blue Velvet und Speed verkörperte er insbesondere unangepasste oder gewalttätige Außenseiter.

## Leben
Dennis Hopper wuchs auf einer Farm in Dodge City, Kansas auf, und zog später mit seinen Eltern nach San Diego. Dort ermutigte ihn die Schauspielerin Dorothy McGuire Mitte der 1950er Jahre, nach Hollywood zu gehen und sein Glück im Filmgeschäft zu suchen.

### Schauspieler und Regisseur
Nach einigen Auftritten im Fernsehen wurde er von Warner Brothers unter Vertrag genommen. Zwei seiner ersten Filmrollen hatte er in den James-Dean-Klassikern …  denn sie wissen nicht, was sie tun und Giganten. Dean zählte auch privat zu seinen Freunden; sie beide verband die Leidenschaft für schnelle Autos und Motorräder. Da Hopper jedoch als stur und unbelehrbar galt, wurden ihm kaum Hauptrollen angeboten. Er besuchte die Lee-Strasberg-Schule The Actors Studio und trat in einigen Western in Nebenrollen auf. Über den B-Movie-Regisseur Roger Corman lernte er Peter Fonda kennen und freundete sich mit ihm an.
1969 drehten die beiden mit einem Budget von rund 400.000 US-Dollar das Roadmovie Easy Rider. Der Film wurde zum Kultfilm der Hippie-Bewegung und schließlich zur Legende, ebenso der berühmte Titelsong Born to Be Wild. Ein Grund dafür war, dass er sich grundlegend von allem unterschied, was man bis dahin im Kino gesehen hatte. Easy Rider passte in kein Schema, wirkte nicht angestaubt, sondern frisch – New Hollywood war geboren und hatte mit Dennis Hopper, Peter Fonda und Jack Nicholson drei seiner ersten Helden gefunden.
Hopper galt weiterhin als Exzentriker. Mit seiner nächsten Regiearbeit The Last Movie gewann er 1971 bei den Filmfestspielen in Venedig den Kritikerpreis für den besten Film, doch in den USA erhielt der Film viele schlechte Kritiken und kam an den Kinokassen nicht an. Da er durch seine Eigenwilligkeit mit den meisten Regisseuren in Konflikt geriet, stand er lange Zeit auf einer so genannten Schwarzen Liste. In den 1970er und 1980er Jahren hatte er aus diesem Grund kommerziell kaum einen Erfolg, mit Ausnahme seiner Nebenrolle als Journalist im preisgekrönten Meilenstein der New-Hollywood-Ära Apocalypse Now (1979).

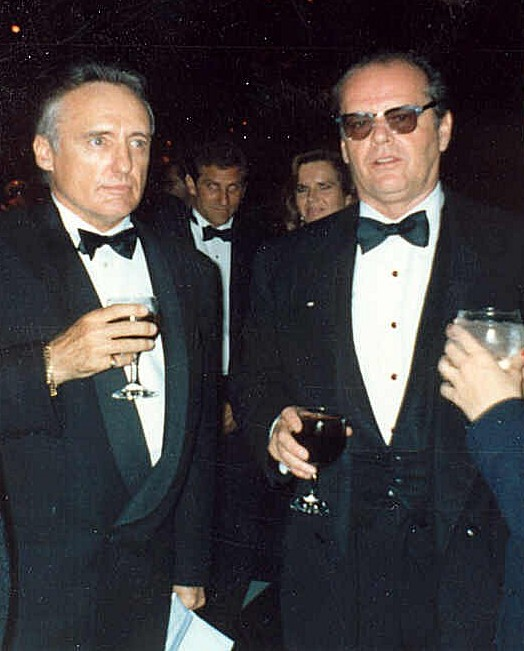
Hopper (l.) mit Jack Nicholson bei der Oscarverleihung 1990

Dennis Hopper drehte viel in Europa und arbeitete u.  a. mit dem deutschen Regisseur Roland Klick für den Film White Star zusammen. Wim Wenders holte ihn für Der amerikanische Freund u. a. zusammen mit Bruno Ganz und Lisa Kreuzer vor die Kamera.
1986 erregte Hopper Aufsehen in der Rolle eines Sadisten in David Lynchs Blue Velvet. 1988 erreichte er mit seiner Regiearbeit Colors – Farben der Gewalt erstmals seit Easy Rider wieder ein breiteres Publikum. Nach einem längeren Aufenthalt in einer Therapieeinrichtung wegen seines hohen Drogen- und Alkoholkonsums zog er von Texas zurück nach Los Angeles. In den folgenden Jahren war er in mehreren Hollywoodproduktionen zu sehen – meist in Nebenrollen.
Einer seiner bekanntesten Filme aus den 1990er Jahren ist Speed, in dem er den psychopathischen Verbrecher Howard Payne spielt, der einen Bus in die Luft jagen will. Doch das ist nur eines von fast 50 Projekten, an denen Hopper in den 1990er Jahren mitwirkte. Insgesamt hat er über 140 Filme gedreht.
Der deutsche Synchronsprecher von Hopper war seit 1976 Joachim Kerzel.

### TV-Werbung
In einem Fernseh-Werbespot für Ford fährt Hopper einen Ford Cougar und wird „von sich selbst“ überholt – als Motorradfahrer aus dem Film Easy Rider, in welchem er eine Hauptrolle spielte.

### Fotografie und Malerei
Zwei seiner größten Leidenschaften neben der Schauspielerei waren die Fotografie und die Malerei. Seine Werke wurden weltweit ausgestellt. Seine Fotografien aus der Zeit von 1961 bis 1967 wurden erstmals in Europa unter dem Titel Dennis Hopper: The Lost Album vom Berliner Martin-Gropius-Bau im Herbst 2012 ausgestellt. Es sind Aufnahmen, die Hopper an verschiedenen Orten in den USA machte. Sie zeigen sowohl Alltagssituationen als auch Prominente der 1960er Jahre wie z. B. Paul Newman, Phil Spector, Jane Fonda, Ike & Tina Turner, Andy Warhol und Martin Luther King auf dem Marsch von Selma nach Montgomery. Teilweise waren die Fotografien bereits in Zeitschriften wie Vogue oder Artforum veröffentlicht worden.
Dem bildenden Künstler Dennis Hopper widmete das Museum of Contemporary Art, Los Angeles (MOCA) 2010 eine Ausstellung: „Dennis Hopper Double Standard“. Die Ausstellung wurde von Julian Schnabel kuratiert, der Hopper ein künstlerisches Vorbild nennt. Hopper war seit den 1960er Jahren auch als Kunstsammler tätig, Siebdrucke und Bilder von befreundeten Künstlern der Pop-Art waren seine ersten Ankäufe. Im November 2010 und Januar 2011 wurden große Teile seiner Kunstsammlung im New Yorker Auktionshaus von Christie’s zu Gunsten seiner Erben versteigert.

### Privatleben
Hopper war fünfmal verheiratet: mit Brooke Hayward (1961–1969), Michelle Phillips (31. Oktober 1970 – 8. November 1970), Daria Halprin (1972–1976), Katherine LaNasa (1989–1992) und Victoria Duffy (1995–2010). Er hatte vier Kinder von vier verschiedenen Frauen.

### Tod
Hopper starb am 29. Mai 2010 mit 74 Jahren in seinem Haus in Venice an den Folgen von Prostatakrebs. Er wurde in Taos, New Mexico, beerdigt. An diesem Ort und dessen Umgebung entstanden weite Teile des Kultfilms Easy Rider.

## Auszeichnungen (Auswahl)

### Ehrungen
- 2008: Ordre des Arts et des Lettres (Commandeur)[10]

### Filmpreise und Nominierungen
- 1970: Oscar-Nominierung in der Kategorie „Best Writing, Story and Screenplay Based on Material Not Previously Published or Produced“ für Easy Rider,
- 1987: Oscar-Nominierung als bester Nebendarsteller für seine Rolle in Freiwurf
- 1969: Internationale Filmfestspiele von Cannes: Bestes Erstlingswerk und Nominierung für die Goldene Palme als bester Film (Easy Rider)
- 1970: Directors Guild of America: Nominierung in der Kategorie „Beste Regie“ (Easy Rider)
- 1970: Étoile de Cristal: Bester ausländischer Darsteller (Easy Rider)
- 1970: Laurel Awards: 5. Platz in den Kategorien „Bestes Filmdrama“ und „Bester Nachwuchsdarsteller“ (Easy Rider)
- 1970: National Society of Film Critics Awards: Spezialpreis (Easy Rider)
- 1970: Writers Guild of America: Nominierung in der Kategorie „Bestes Original-Filmdrama“ (Easy Rider)
- 1971: Kinema Junpo Awards: Bester ausländischer Film (Easy Rider)
- 1998: Aufnahme in das National Film Registry
- 1995: MTV Movie Award für seine Darstellung des Bösewichts in Speed
- 1995: Goldene Himbeere für seine Darstellung in Waterworld
- 2010: Stern auf dem Hollywood Walk of Fame (6712 Hollywood Boulevard), Kategorie Film[11]

## Filmografie (Auswahl)

### Als Schauspieler
- 1955: Gegen alle Gewalten (I Died a Thousand Times)
- 1955: … denn sie wissen nicht, was sie tun (Rebel without a Cause)
- 1956: Giganten (Giant)
- 1956: Zwei rechnen ab (Gunfight at the O.K. Corral)
- 1957: The Story of Mankind
- 1957: Sayonara
- 1958: Schieß zurück, Cowboy (From Hell to Texas)
- 1959: Land ohne Gesetz (The Young Land)
- 1960: Die Wölfe von Los Angeles (Key Witness)
- 1961: Night Tide
- 1964: Bonanza (Fernsehserie, Folge Eine verlorene Seele)
- 1965: Die vier Söhne der Katie Elder (The Sons of Katie Elder)
- 1967: Der Unbeugsame (Cool Hand Luke)
- 1967: The Trip
- 1968: Hängt ihn höher (Hang 'Em High)
- 1968: Wild Side Gang, auch The Glory Stompers
- 1969: Easy Rider
- 1969: Der Marshal (True Grit)
- 1971: The Last Movie
- 1973: Kid Blue
- 1976: Mad Dog (Mad Dog Morgan)
- 1976: Tracks
- 1977: Der amerikanische Freund
- 1979: Apocalypse Now
- 1980: Out of the Blue
- 1982: Human Highway
- 1983: Rumble Fish
- 1983: White Star
- 1983: Das Osterman Weekend (The Osterman Weekend)
- 1984: Inside Man – Der Mann aus der Kälte (Slagskämpen)
- 1985: Future Project – Die 4. Dimension (My Science Project)
- 1986: Blue Velvet
- 1986: Das Messer am Ufer (River’s Edge)
- 1986: Freiwurf (Hoosiers)
- 1986: Texas Chainsaw Massacre 2
- 1987: Jack, der Aufreißer (The Pick-Up Artist)
- 1987: Die schwarze Witwe (Black Widow)
- 1987: Straight to Hell
- 1989: Chattahoochee
- 1989: Blood Red – Stirb für dein Land (Blood Red)
- 1990: Flashback
- 1990: Catchfire (Backtrack)
- 1990: Tollwütig (Paris Trout)
- 1991: Schneeweißrosenrot (SnowwhiteRosered)
- 1991: Der Drogencop (Doublecrossed)
- 1991: Indian Runner (The Indian Runner)
- 1991: Heiße Nächte in L.A. (Sunset Heat)
- 1993: Red Rock West
- 1993: True Romance
- 1993: Boiling Point – Die Bombe tickt (Boiling Point)
- 1993: Super Mario Bros.
- 1994: Speed
- 1994: Chasers – Zu sexy für den Knast (Chasers)
- 1995: Waterworld
- 1995: Search and Destroy (The Moviemaker)
- 1996: Basquiat
- 1996: Frankie The Fly (The Last Days of Frankie The Fly)
- 1996: Die Bibel – Samson und Delila (Samson and Delila)
- 1996: Acts of Love – In den Fängen der Sinnlichkeit (Carried Away)
- 1996: Space Truckers
- 1997: The Blackout
- 1997: Showdown (Top of the World)
- 1998: Tycus – Tod aus dem All (Tycus)
- 1999: Bad City Blues
- 1999: EDtv
- 1999: Straight Shooter
- 1999: Jesus’ Son
- 1999: Die Beat Generation – Wie alles anfing (The Source, Dokumentarfilm)
- 2000: Prophet’s Game – Im Netz des Todes (The Prophet’s Game)
- 2000: Jason und der Kampf um das Goldene Vlies (Jason and the Argonauts)
- 2000: Kidnapped – Tödlicher Sumpf (Held for Ransom)
- 2001: Unspeakable – Der Todestrip (Unspeakable)
- 2001: 24 (Fernsehserie, Gastauftritt)
- 2001: Ticker
- 2001: Knockaround Guys
- 2001: L.A.P.D. – To Protect and to Serve
- 2002: The Piano Player
- 2004: The Last Ride
- 2004: The Keeper
- 2004: Out of Season
- 2005: Land of the Dead
- 2005: House of 9
- 2005: The Crow – Wicked Prayer
- 2005–2006: E-Ring – Military Minds (E-Ring, Fernsehserie)
- 2006: Memory – Wenn Gedanken töten (Memory)
- 2006: Streets of Philadelphia – Unter Verrätern (10th & Wolf)
- 2008: Hell Ride
- 2008: Sleepwalking
- 2008: Palermo Shooting
- 2008: Swing Vote – Die beste Wahl (Swing Vote)
- 2008: Big Fat Important Movie (An American Carol)
- 2008: Elegy oder die Kunst zu lieben (Elegy)
- 2008–2009: L.A. Crash (Crash, Fernsehserie)
- 2010: Alpha and Omega (Sprechrolle)
- 2018: The Other Side of the Wind [in den frühen 1970ern gedreht]

### Als Regisseur
- 1969: Easy Rider
- 1971: The Last Movie
- 1980: Out of the Blue
- 1988: Colors – Farben der Gewalt (Colors)
- 1990: Catchfire (Backtrack)
- 1990: The Hot Spot – Spiel mit dem Feuer (The Hot Spot)
- 1994: Chasers – Zu sexy für den Knast
- 2000: Homeless (Kurzfilm)
- 2008: Pashmy Dream (Kurzfilm)

## Fotoausstellungen
- 2010: Dennis Hopper Double Standard. In: Museum of Contemporary Art, Los Angeles (MOCA), 11. Juli 2010 – 26. September 2010.[5]
- 2012: The Lost Album. In: Martin-Gropius-Bau, Berlin, 20. September – 19. Dezember 2012.[12]

## Dokumentarfilm
- Dennis Hopper: Uneasy Rider. Dokumentarfilm, Deutschland, 2016, 55:04 Min., Buch und Regie: Hermann Vaske, Produktion: Emotional Network, ZDF, arte, NTR. Erstsendung: 21. August 2016 bei arte, Inhaltsangabe von ARD.